# Lafrançaise
Lafrançaise est une commune française située dans le centre du département de Tarn-et-Garonne, en région Occitanie.
Sur le plan historique et culturel, la commune est dans le Quercy Blanc, correspondant à la partie méridionale du Quercy, devant son nom à ses calcaires lacustres du Tertiaire.
Exposée à un climat océanique altéré, elle est drainée par l'Aveyron, le Tarn, le Lemboulas, la Lupte, le Lembous, le Rieutord, le ruisseau de Guignès, le ruisseau de la Nauze, le ruisseau de Saint-Marc et par divers autres petits cours d'eau. La commune possède un patrimoine naturel remarquable : un site Natura 2000 (Les « vallées du Tarn, de l'Aveyron, du Viaur, de l'Agout et du Gijou »), un espace protégé (le « cours de la Garonne, de l'Aveyron, du Viaur et du Tarn ») et quatre zones naturelles d'intérêt écologique, faunistique et floristique.
Lafrançaise est une commune rurale qui compte 2 839 habitants en 2022. Elle est dans l'unité urbaine de Lafrançaise et fait partie de l'aire d'attraction de Montauban. Ses habitants sont appelés les Lafrançaisains ou  Lafrançaisaines.

## Géographie

### Localisation
Bastide du XIIIe siècle, elle se dresse au confluent du Tarn et de l'Aveyron et offre à 180 m d'altitude, un point de vue sur les plaines du Tarn, de l'Aveyron, du Lemboulas et du Lembous.

### Communes limitrophes
Lafrançaise est limitrophe de douze autres communes, dont Labastide-du-Temple par son exclave.
Les communes limitrophes sont  Barry-d'Islemade, Cazes-Mondenard, Durfort-Lacapelette, Labastide-du-Temple, Lizac, Meauzac, Moissac, Montastruc, Piquecos, Puycornet, Vazerac et Villemade.
| Durfort-Lacapelette (sur 100 m) | Cazes-Mondenard | Vazerac                                 |
| Moissac                         | Lafrançaise     | Puycornet, Piquecos                     |
| Lizac, Labastide-du-Temple      | Meauzac         | Montastruc, Villemade, Barry-d'Islemade |

### Géologie et relief
La superficie de la commune est de 5 082 hectares ; son altitude varie de 65  à   213 mètres.

### Hydrographie

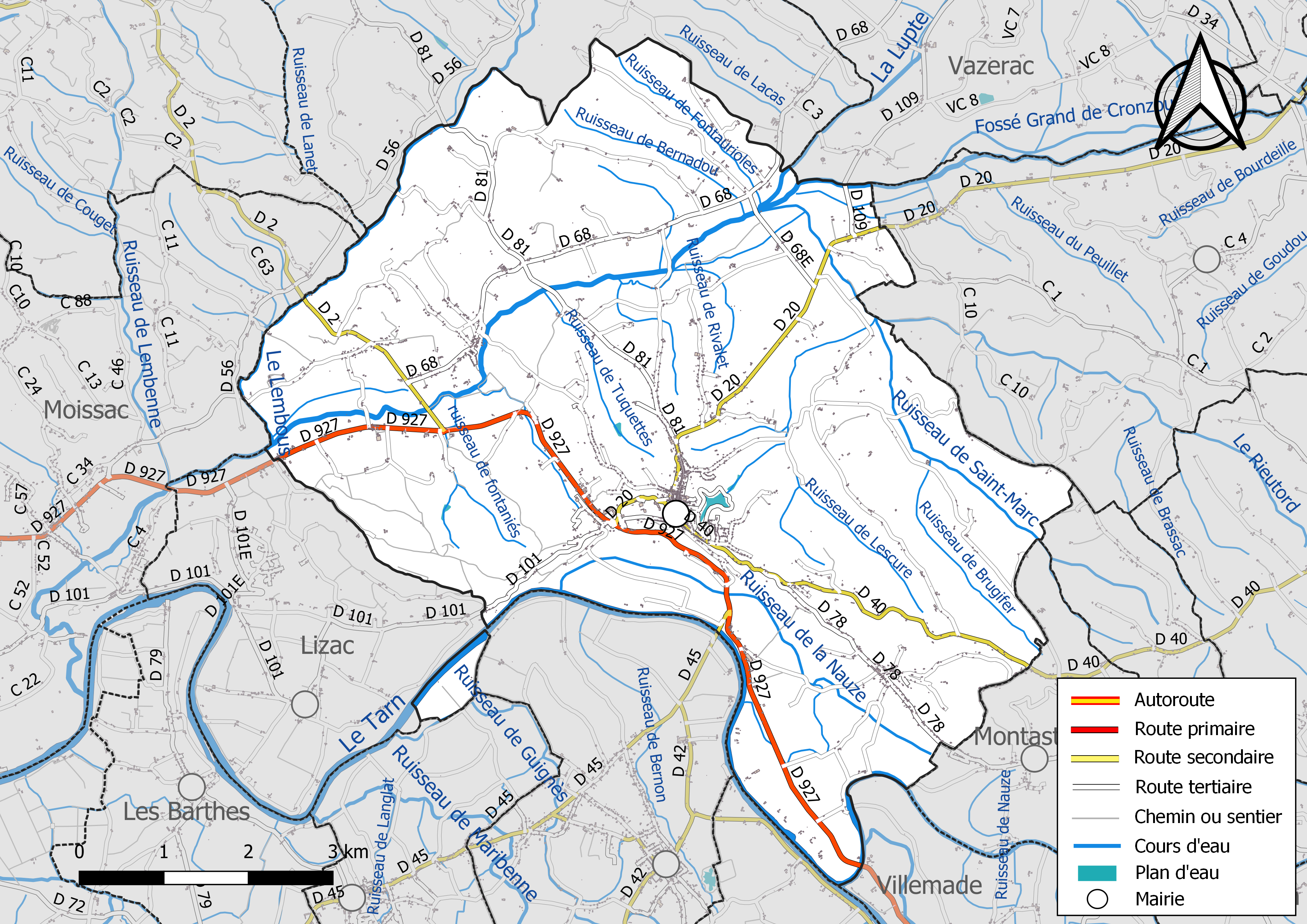
Réseaux hydrographique et routier de Lafrançaise.

La commune est dans le bassin versant de la Garonne, au sein du bassin hydrographique Adour-Garonne. Elle est drainée par l'Aveyron, le Tarn, le Lemboulas, la Lupte, le Lembous, le Rieutord, le ruisseau de Guignès, le ruisseau de la Nauze, le ruisseau de Saint-Marc, un bras du Lemboulas, le ruisseau de Bernadou, le ruisseau de Bernon, le ruisseau de Brugifer, le ruisseau de fontaniés, et par un petit cours d'eau, constituant un réseau hydrographique de 68 km de longueur totale,.
L'Aveyron, d'une longueur totale de 291 km, prend sa source dans la commune de Sévérac d'Aveyron et s'écoule d'est en ouest. Il traverse la commune et se jette dans le Tarn à Barry-d'Islemade, après avoir traversé 60 communes.
Le Tarn, d'une longueur totale de 380 km, prend sa source dans la commune de Pont de Montvert - Sud Mont Lozère et s'écoule d'est en ouest. Il traverse la commune et se jette dans la Garonne à Saint-Nicolas-de-la-Grave, après avoir traversé 98 communes.
Le Lemboulas, d'une longueur totale de 56,7 km, prend sa source dans la commune de Lalbenque et s'écoule du nord-est au sud-ouest. Il traverse la commune et se jette dans le Tarn à Castelsarrasin, après avoir traversé 15 communes.
La Lupte, d'une longueur totale de 27,1 km, prend sa source dans la commune de Pern et s'écoule du nord-est au sud-ouest. Elle se jette dans le Lemboulassur le territoire communal, après avoir traversé 7 communes.
Le Lembous, d'une longueur totale de 16,9 km, prend sa source dans la commune de Vazerac et s'écoule du nord-est au sud-ouest. Il se jette dans le Lemboulassur le territoire communal, après avoir traversé 4 communes.
Le Rieutord, d'une longueur totale de 11,6 km, prend sa source dans la commune de Lavit et s'écoule du sud-ouest vers le nord-ouest. Il traverse la commune et se jette dans la Sère à Castelmayran, après avoir traversé 5 communes.

### Climat
Pour des articles plus généraux, voir Climat de l'Occitanie et Climat de Tarn-et-Garonne.
En 2010, le climat de la commune est de type climat du Bassin du Sud-Ouest, selon une étude du Centre national de la recherche scientifique s'appuyant sur une série de données couvrant la période 1971-2000. En 2020, Météo-France publie une typologie des climats de la France métropolitaine dans laquelle la commune est exposée à un climat océanique altéré et est dans la région climatique Aquitaine, Gascogne, caractérisée par une pluviométrie abondante au printemps, modérée en automne, un faible ensoleillement au printemps, un été chaud (19,5 °C), des vents faibles, des brouillards fréquents en automne et en hiver et des orages fréquents en été (15 à 20 jours).
Pour la période 1971-2000, la température annuelle moyenne est de 13,3 °C, avec une amplitude thermique annuelle de 15,5 °C. Le cumul annuel moyen de précipitations est de 800 mm, avec 9,8 jours de précipitations en janvier et 5,8 jours en juillet. Pour la période 1991-2020, la température moyenne annuelle observée sur la station météorologique de Météo-France la plus proche, « Durfort », sur la commune de Durfort-Lacapelette à 9 km à vol d'oiseau, est de 14,0 °C et le cumul annuel moyen de précipitations est de 759,5 mm. 
La température maximale relevée sur cette station est de 42 °C, atteinte le 12 août 2003 ; la température minimale est de −13 °C, atteinte le 9 février 2012,,.
Les paramètres climatiques de la commune ont été estimés pour le milieu du siècle (2041-2070) selon différents scénarios d'émission de gaz à effet de serre à partir des nouvelles projections climatiques de référence DRIAS-2020. Ils sont consultables sur un site dédié publié par Météo-France en novembre 2022.

### Milieux naturels et biodiversité

#### Espaces protégés
La protection réglementaire est le mode d’intervention le plus fort pour préserver des espaces naturels remarquables et leur biodiversité associée,.
Un  espace protégé est présent sur la commune : 
le « cours de la Garonne, de l'Aveyron, du Viaur et du Tarn », objet d'un arrêté de protection de biotope, d'une superficie de 1 262,3 ha.

#### Réseau Natura 2000

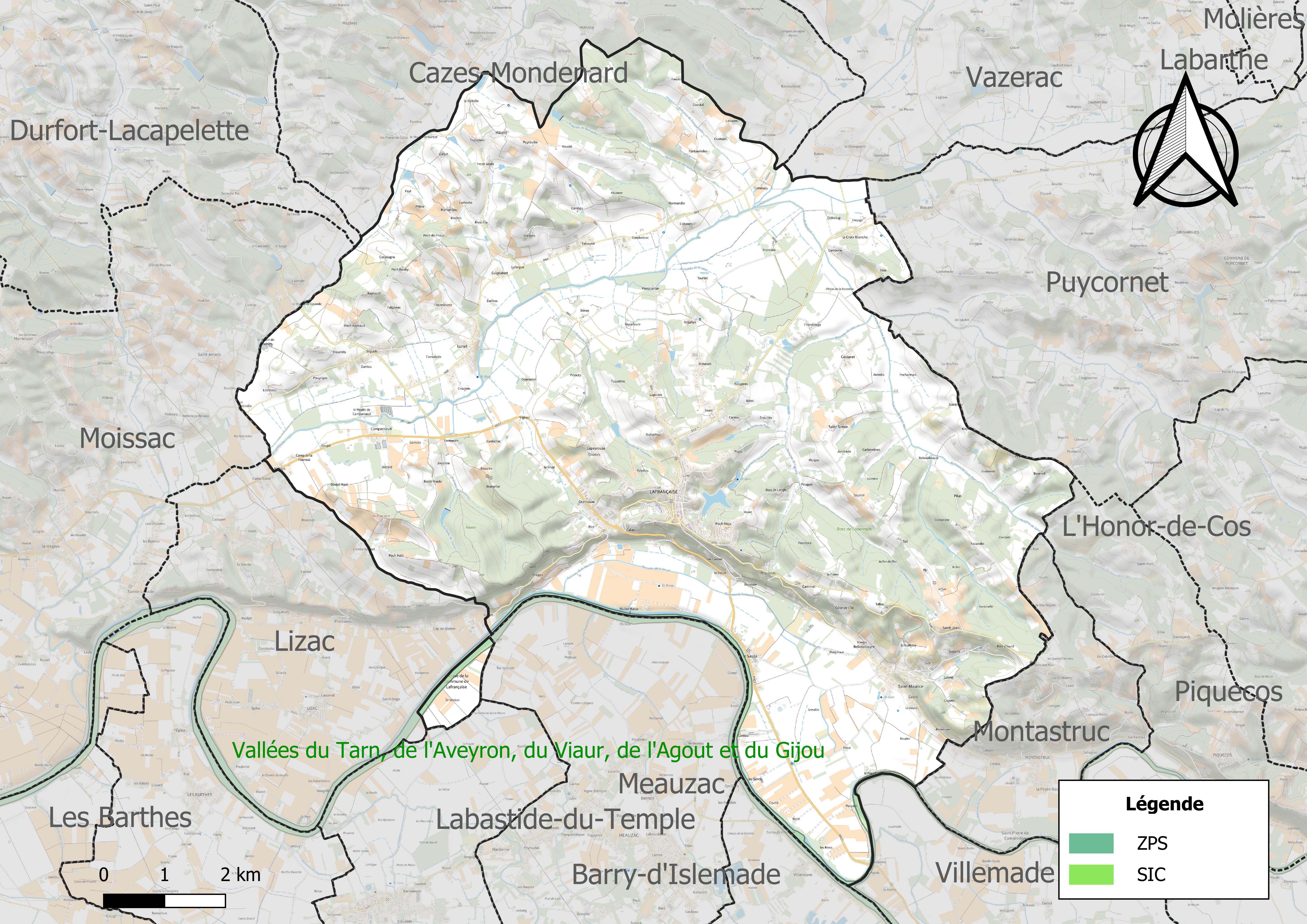
Site Natura 2000 sur le territoire communal.

Le réseau Natura 2000 est un réseau écologique européen de sites naturels d'intérêt écologique élaboré à partir des directives habitats et oiseaux, constitué de zones spéciales de conservation (ZSC) et de zones de protection spéciale (ZPS).
Un site Natura 2000 a été défini sur la commune au titre de la directive habitats : Les « vallées du Tarn, de l'Aveyron, du Viaur, de l'Agout et du Gijou », d'une superficie de 17 144 ha, s'étendant sur 136 communes dont 41 dans l'Aveyron, 8 en Haute-Garonne, 50 dans le Tarn et 37 dans le Tarn-et-Garonne. Elles présentent une très grande diversité d'habitats et d'espèces dans ce vaste réseau de cours d'eau et de gorges. La présence de la Loutre d'Europe et de la moule perlière d'eau douce est également d'un intérêt majeur.

#### Zones naturelles d'intérêt écologique, faunistique et floristique
L’inventaire des zones naturelles d'intérêt écologique, faunistique et floristique (ZNIEFF) a pour objectif de réaliser une couverture des zones les plus intéressantes sur le plan écologique, essentiellement dans la perspective d’améliorer la connaissance du patrimoine naturel national et de fournir aux différents décideurs un outil d’aide à la prise en compte de l’environnement dans l’aménagement du territoire.
Deux ZNIEFF de type 1 sont recensées sur la commune :
la « rivière Aveyron » (3 500 ha), couvrant 63 communes dont 38 dans l'Aveyron, cinq dans le Tarn et 20 dans le Tarn-et-Garonne, et 
le « talus et coteaux du château des Mothes » (19 ha), couvrant 2 communes du département
et deux ZNIEFF de type 2, : 
- la « basse vallée du Tarn » (3 623 ha), couvrant 49 communes dont huit dans la Haute-Garonne, 20 dans le Tarn et 21 dans le Tarn-et-Garonne[27] ;
- la « vallée de l' Aveyron » (14 644 ha), couvrant 68 communes dont 41 dans l'Aveyron, cinq dans le Tarn et 22 dans le Tarn-et-Garonne[28].

Carte des ZNIEFF de type 1 et 2 à Lafrançaise.
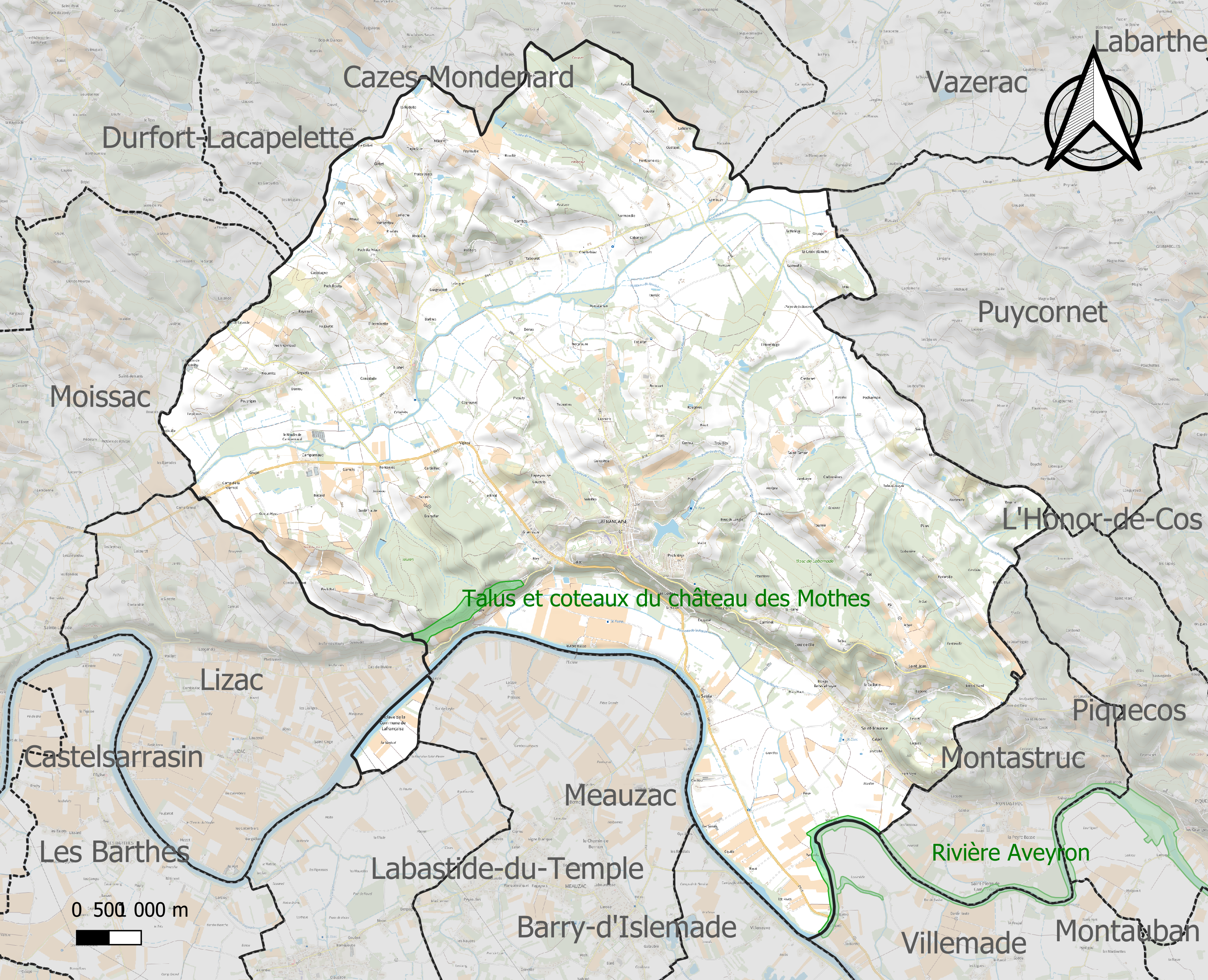
Carte des ZNIEFF de type 1 sur la commune.
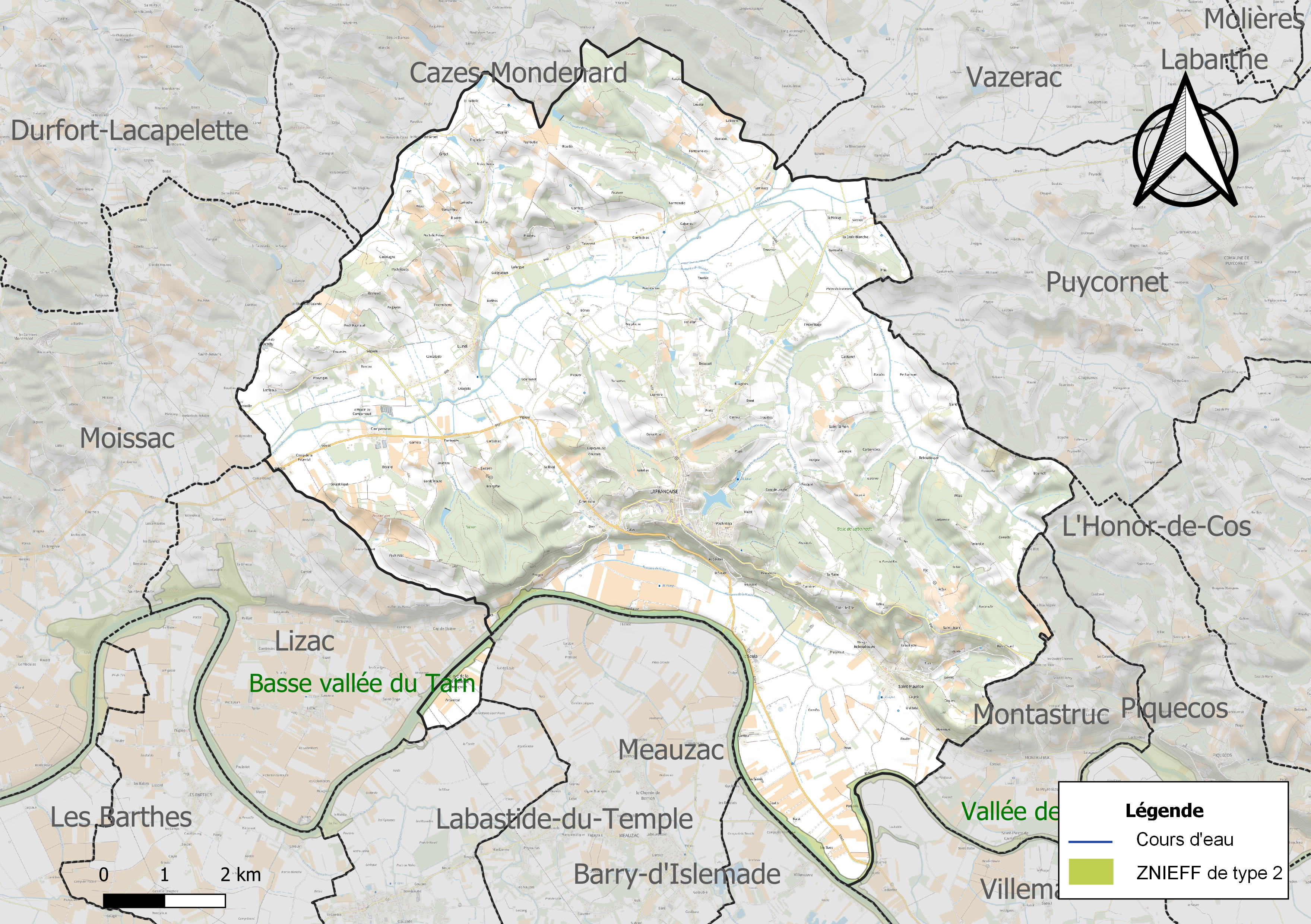
Carte des ZNIEFF de type 2 sur la commune.

## Urbanisme

### Typologie
Au 1er janvier 2024, Lafrançaise est catégorisée commune rurale à habitat dispersé, selon la nouvelle grille communale de densité à sept niveaux définie par l'Insee en 2022.
Elle appartient à l'unité urbaine de Lafrançaise, une agglomération intra-départementale regroupant deux  communes, dont elle est ville-centre,,. Par ailleurs la commune fait partie de l'aire d'attraction de Montauban, dont elle est une commune de la couronne,. Cette aire, qui regroupe 50 communes, est catégorisée dans les aires de 50 000 à moins de 200 000 habitants,.

### Occupation des sols

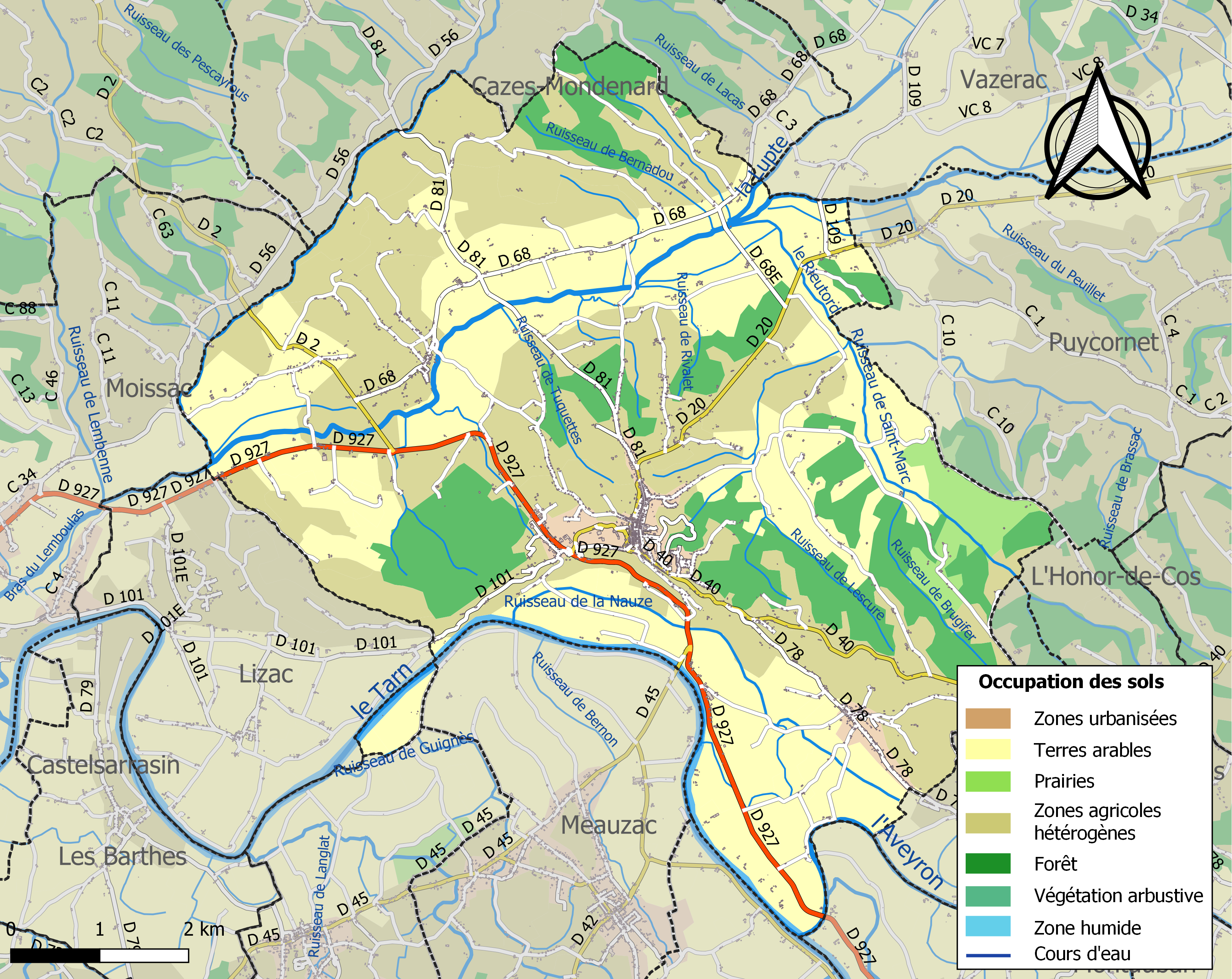
Carte des infrastructures et de l'occupation des sols de la commune en 2018 (CLC).

L'occupation des sols de la commune, telle qu'elle ressort de la base de données européenne d’occupation biophysique des sols Corine Land Cover (CLC), est marquée par l'importance des territoires agricoles (80,1 % en 2018), en diminution par rapport à 1990 (82 %). La répartition détaillée en 2018 est la suivante : 
zones agricoles hétérogènes (39,6 %), terres arables (31,4 %), forêts (16,3 %), cultures permanentes (6,9 %), prairies (2,2 %), zones urbanisées (1,6 %), eaux continentales (1,1 %), zones industrielles ou commerciales et réseaux de communication (0,9 %). L'évolution de l’occupation des sols de la commune et de ses infrastructures peut être observée sur les différentes représentations cartographiques du territoire : la carte de Cassini (XVIIIe siècle), la carte d'état-major (1820-1866) et les cartes ou photos aériennes de l'IGN pour la période actuelle (1950 à aujourd'hui).

### Voies de communication et transports
Accès par la SNCF en gare de Castelsarrasin, et avec les routes départementales D 40, D 78, D 20, D 81 et D 927.
La ligne 801 du réseau liO relie la commune à Montauban depuis Lamagistère.

### Risques majeurs
Le territoire de la commune de Lafrançaise est vulnérable à différents aléas naturels : météorologiques (tempête, orage, neige, grand froid, canicule ou sécheresse), inondations, mouvements de terrains et séisme (sismicité très faible). Il est également exposé à deux risques technologiques,  le transport de matières dangereuses et la rupture d'un barrage. Un site publié par le BRGM permet d'évaluer simplement et rapidement les risques d'un bien localisé soit par son adresse soit par le numéro de sa parcelle.

#### Risques naturels
La commune fait partie du territoire à risques importants d'inondation (TRI) de Montauban-Moissac, regroupant 15 communes concernées par un risque de débordement du Tarn, un des 18 TRI qui ont été arrêtés fin 2012 sur le bassin Adour-Garonne. La crue historique de mars 1930 a provoqué des dégâts considérables. Le sinistre a fait 210 morts et près de 10 000 sinistrés. 120 morts ont été recensés pour la seule ville de Moissac après la rupture des digues et 2 769 maisons ont été détruites en Tarn-et-Garonne. Des cartes des surfaces inondables ont été établies pour trois scénarios : fréquent (crue de temps de retour de 10 ans à 30 ans), moyen (temps de retour de 100 ans à 300 ans) et extrême (temps de retour de l'ordre de 1 000 ans, qui met en défaut tout système de protection). La commune a été reconnue en état de catastrophe naturelle au titre des dommages causés par les inondations et coulées de boue survenues en 1982, 1993, 1994, 1996, 2003, 2007, 2015, 2018 et 2021,.
Lafrançaise est exposée au risque de feu de forêt. Le département de Tarn-et-Garonne présentant toutefois globalement un niveau d’aléa moyen à faible très localisé, aucun Plan départemental de protection des forêts contre les risques d’incendie de forêt (PFCIF) n'a été élaboré. Le débroussaillement aux abords des maisons constitue l’une des meilleures protections pour les particuliers contre le feu,.

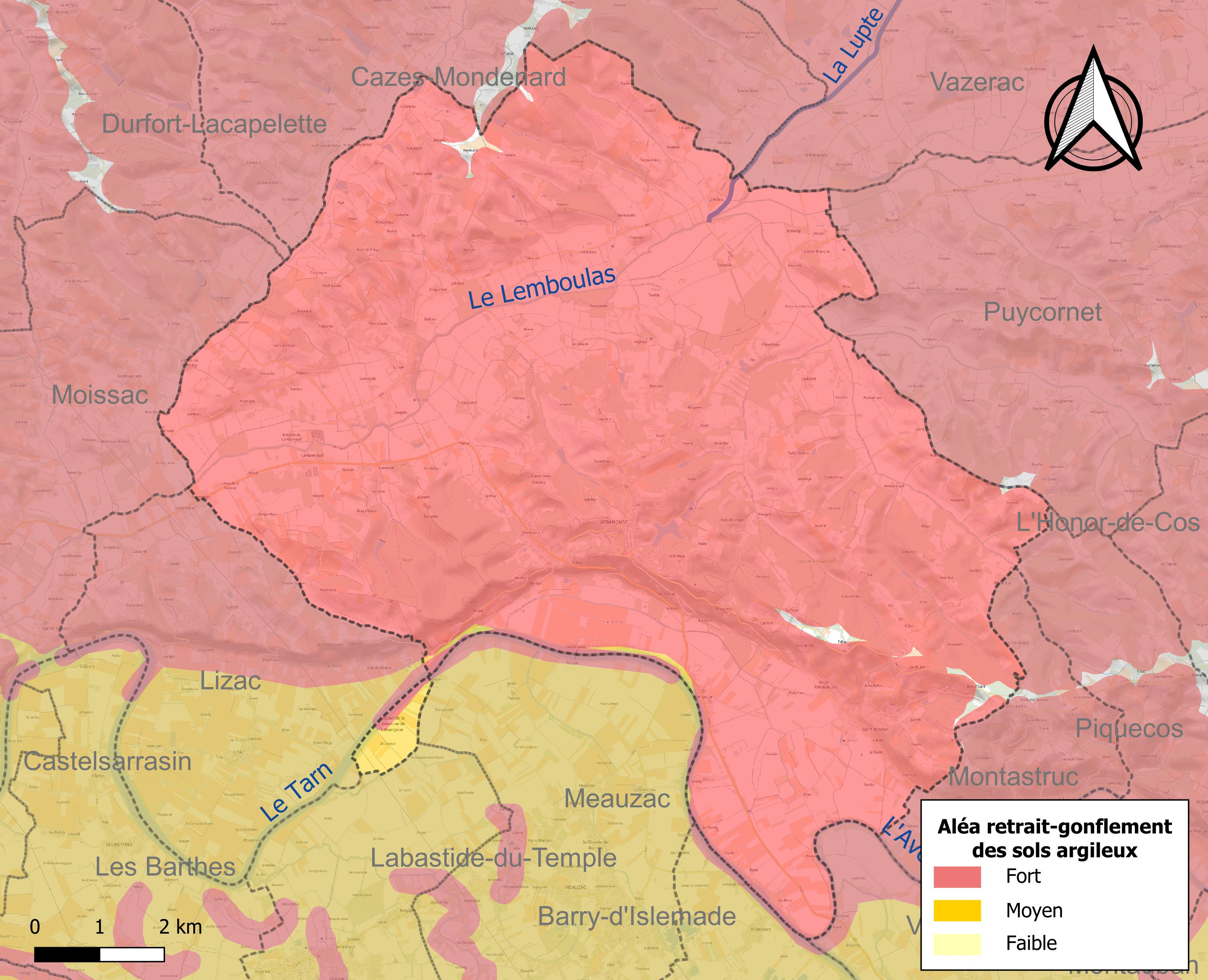
Carte des zones d'aléa retrait-gonflement des sols argileux de Lafrançaise.

Les mouvements de terrains susceptibles de se produire sur la commune sont des glissements de terrain et des tassements différentiels.
Le retrait-gonflement des sols argileux est susceptible d'engendrer des dommages importants aux bâtiments en cas d’alternance de périodes de sécheresse et de pluie. 99,4 % de la superficie communale est en aléa moyen ou fort (92 % au niveau départemental et 48,5 % au niveau national). Sur les 1 282 bâtiments dénombrés sur la commune en 2019, 1 275 sont en aléa moyen ou fort, soit 99 %, à comparer aux 96 % au niveau départemental et 54 % au niveau national. Une cartographie de l'exposition du territoire national au retrait gonflement des sols argileux est disponible sur le site du BRGM,.
Par ailleurs, afin de mieux appréhender le risque d’affaissement de terrain, l'inventaire national des cavités souterraines permet de localiser celles situées sur la commune.

#### Risques technologiques
Le risque de transport de matières dangereuses sur la commune est lié à sa traversée par des infrastructures routières ou ferroviaires importantes ou la présence d'une canalisation de transport d'hydrocarbures. Un accident se produisant sur de telles infrastructures est susceptible d’avoir des effets graves sur les biens, les personnes ou l'environnement, selon la nature du matériau transporté. Des dispositions d’urbanisme peuvent être préconisées en conséquence.
La commune est en outre située en aval du barrage de Pareloup, un ouvrage de classe A dans l'Aveyron sur les rivières Aveyron et Viaur, disposant d'une retenue de 169 millions de mètres cubes. À ce titre elle est susceptible d’être touchée par l’onde de submersion consécutive à la rupture de cet ouvrage.

## Histoire

### Préhistoire et Antiquité
La présence d'hommes sur le site de Lafrançaise est très ancienne. La découverte faite de pierres polies par des ouvriers au XIXe siècle au Saula prouve que l'implantation des hommes remonte au Néolithique (de 6000 et 1800 av.J.-C.). Une nécropole de l'âge du bronze (de 1800 à 700 av. J.-C.) retrouvée également au Saula confirme cette présence. Les Gaulois ont également occupé le site du Saula dès 200 av. J.-C. L'arrivée des Romains dans la région en 58 av. J.-C. et la paix romaine imposée dans toute la Gaule ont favorisé le développement des routes commerciales. Le site de Lafrançaise se serait trouvé sur la route commerciale Bordeaux-Castres.

### Moyen Âge
Il faut attendre le XIIIe siècle pour retrouver la trace d'écrits concernant Lafrançaise. En effet, c'est en 1274 qu'un acte de donation est promulgué pour la création d'une bastide qui s'appelle dès le début « Villa Francese ». Le nom choisi a pour but de marquer l'appartenance de la Bastide au royaume de France. Les terres sont données au Roi de France Philippe III le Hardi par le seigneur Bertrand de Saint-Geniès et ses frères. Une charte royale octroyée l'année suivante, le 6 juillet 1275, par le roi de France fixe les libertés et coutumes de la bastide. Celle-ci a force de loi des siècles durant.
Terre de passages et d'invasions depuis la Préhistoire, La Villa Francese, devenue par contraction La Franceses (1602) puis La Françoise (1650) et enfin Lafrançaise (1900), a connu l'invasion des Anglais en 1348 lors de la guerre de Cent Ans. Selon la légende, la bastide fut envahie treize fois et libérée à chaque fois par les Français avec à leur tête, Aymeric de Rochechouard.

### Temps modernes
Les guerres de religion de la deuxième moitié du XVIe siècle et du début du XVIIe siècle ont à plusieurs reprises mis le village et sa proche région à feu et à sang. Les combats se sont arrêtés à la signature du traité d'Alais, le 27 juin 1629, qui prive les protestants de tous les avantages politiques et militaires que leur avait concédés l'édit de Nantes (1598). La bastide de Lafrançaise, ainsi mise à sac pendant plus de 75 ans, a beaucoup de mal à se développer. Il faut attendre l'intendance de l'Escalopier (1740-1756) pour que Lafrançaise renoue avec la prospérité. Ce dernier agrandit et embellit la cité. Il développe le commerce. Les foires de la Saint-Georges et de la Saint-Michel (ancienne foire aux chiens), instaurées dès la fin du XIIIe siècle, durent 8 jours, attirant camelots et commerçants qui viennent souvent de loin. Le marché du mercredi est aussi un facteur important du dynamisme économique du village.

### Révolution et Empire
Les Lafrançaisains, sous la Révolution, seront tempérés même si les habitants trouvent nécessaire de mettre en place une milice bourgeoise pour faire face à la période de la Grande Peur dans les campagnes (de mi-Juillet à mi-août 1789). Les idées véhiculées par la Révolution et les nombreux changements de régime politique au XIXe siècle ont, à Lafrançaise comme partout en France, inscrit dans les mentalités de nouveaux concepts comme ceux de citoyenneté, de démocratie, ou de nation.

### Époque contemporaine
L'instauration de la IIIe République en 1871 voit l'avènement d'une stabilité politique sous le régime républicain.
La Première Guerre mondiale (1914-1918) touche également les Lafrançaisains. 71 de ses enfants laisseront leur vie sur les champs de bataille. Mais leur patriotisme n'émaille pas leur vigilance. En effet, ils ne manquent pas, par l'intermédiaire de son conseil municipal, d'émettre des critiques envers le gouvernement français, notamment à la suite des évènements de la bataille de la Marne (septembre 1914).
Pendant la Seconde Guerre mondiale, le régime de Vichy supprime tous les principes démocratiques en France. À Lafrançaise, les municipalités successives sont désignées par le préfet, représentant du pouvoir collaborateur de Pétain. Il faut attendre le 5 mai 1945 pour voir le retour d'une municipalité légitime avec l'élection de Jean-Baptiste Ver à la mairie au suffrage universel et égal.

## Politique et administration

### Administration municipale
Le nombre d'habitants au recensement de 2017 étant compris entre 2 500 habitants et 3 499 habitants, le nombre de membres du conseil municipal pour l'élection de 2020 est de vingt trois,.

### Rattachements administratifs et électoraux
La commune fait partie de la deuxième circonscription de Tarn-et-Garonne de la communauté de communes Coteaux et Plaines du Pays Lafrançaisain et du canton du Pays de Serres Sud-Quercy (avant le redécoupage départemental de 2014, Lafrançaise était le chef lieu du canton de Lafrançaise) et avant le 1er janvier 2017 elle faisait partie de la communauté de communes du Sud Quercy de Lafrançaise.

### Liste des maires
| Période                                  | Période        | Identité                                | Étiquette | Qualité |
| ---------------------------------------- | -------------- | --------------------------------------- | --------- | --- |
| Les données manquantes sont à compléter. |                |                                         |           | |
| janvier 1793                             | décembre 1793  | Jacques Maury                           |           | |
| 1793                                     | 1795           | Jean Bourdoncle                         |           | |
| février 1795                             | août 1795      | Jean-Bernard Laffon                     |           | |
| 1795                                     | 1796           | Jean Bourdoncle                         |           | |
| août 1796                                | novembre 1796  | Pierre Admirat                          |           | |
| 1796                                     | 1797           | Guillaume Inard                         |           | |
| avril 1797                               | novembre 1797  | Guillaume Faurat                        |           | |
| novembre 1797                            | avril 1798     | Pierre Maffre                           |           | |
| avril 1798                               | septembre 1798 | Jean Jacques François Percharman        |           | |
| 1798                                     | 1799           | Guillaume Moncuquet                     |           | |
| 1799                                     | 1800           | François Laval                          |           | |
| 1800                                     | 1804           | Guillaume Inard                         |           | |
| 1804                                     | 1829           | Jean Jacques François Percharman        |           | |
| 1829                                     | 1830           | Adrien François de Montbartier-Parazols |           | |
| septembre 1830                           | décembre 1830  | Joseph Paul Jordanet                    |           | |
| 1830                                     | 1837           | Guillaume Victorin Laval                |           | |
| 1837                                     | 1843           | Pierre Auguste Parizot                  |           | |
| 1843                                     | 1848           | Guillaume Victorin Laval                |           | |
| mars 1848                                | août 1848      | Pierre Honoré Constans                  |           | |
| 1848                                     | 1852           | Jean Jacques François Percharman        |           | |
| 1852                                     | 1865           | Pierre Honoré Constans                  |           | |
| 1865                                     | 1884           | Jules Etienne Jordanet                  |           | |
| 1884                                     | 1888           | Emile Robert-Latreille                  |           | |
| septembre 1888                           | octobre 1889   | Victorin Anglas                         |           | |
| 1889                                     | 1896           | Emile Robert-Latreille                  |           | |
| 1896                                     | 1942           | Ferdinand Bordaries                     |           | |
| 1942                                     | 1944           | Gustave Boscq                           |           | |
| 1944                                     | 1957           | Jean-Baptiste Ver                       |           | |
| 1957                                     | 1971           | Antonin Ver                             | MRG       | Directeur de collège Député de la 2e circonscription de Tarn-et-Garonne (1962 → 1978) Conseiller général du canton de Lafrançaise (1960 → 1973)           |
| mars 1971                                | mars 1977      | Pierre Mas                              | UDF-CDS   | Conseiller général du canton de Lafrançaise (1973 → 1979)                                                                                                 |
| mars 1977                                | mars 2001      | Hervé Sabatié                           | PS        | Conseiller général du canton de Lafrançaise (1979 → 1985)                                                                                                 |
| mars 2001                                | mars 2014      | Patrick Soulhac                         | PRG       | Président de la CC du Sud Quercy de Lafrançaise (2008 → 2014)                                                                                             |
| mars 2014                                | En cours       | Thierry Delbreil                        | DVG       | Professeur de collège Président de la CC du Sud Quercy de Lafrançaise (2014 → 2016) Président de la CC Coteaux et Plaines du Pays Lafrançaisain (2017 → ) |

### Jumelages
- Castell'Alféro (Italie) province d'Asti région du Piémont.

## Démographie
Les habitants de la commune sont appelés les Lafrançaisains.

L'évolution du nombre d'habitants est connue à travers les recensements de la population effectués dans la commune depuis 1793. Pour les communes de moins de 10 000 habitants, une enquête de recensement portant sur toute la population est réalisée tous les cinq ans, les populations de référence des années intermédiaires étant quant à elles estimées par interpolation ou extrapolation. Pour la commune, le premier recensement exhaustif entrant dans le cadre du nouveau dispositif a été réalisé en 2004.

En 2022, la commune comptait 2 839 habitants, en évolution de −0,73 % par rapport à 2016 (Tarn-et-Garonne : +3,12 %, France hors Mayotte : +2,11 %).
| 1793  | 1800  | 1806  | 1821  | 1831  | 1836  | 1841  | 1846  | 1851  |
| ----- | ----- | ----- | ----- | ----- | ----- | ----- | ----- | ----- |
| 3 043 | 3 203 | 3 192 | 3 568 | 3 686 | 3 780 | 3 888 | 3 912 | 3 925 |

| 1856  | 1861  | 1866  | 1872  | 1876  | 1881  | 1886  | 1891  | 1896  |
| ----- | ----- | ----- | ----- | ----- | ----- | ----- | ----- | ----- |
| 3 752 | 3 738 | 3 578 | 3 507 | 3 481 | 3 312 | 3 357 | 3 197 | 3 140 |

| 1901  | 1906  | 1911  | 1921  | 1926  | 1931  | 1936  | 1946  | 1954  |
| ----- | ----- | ----- | ----- | ----- | ----- | ----- | ----- | ----- |
| 3 121 | 3 000 | 2 825 | 2 683 | 2 506 | 2 512 | 2 504 | 2 327 | 2 317 |

| 1962  | 1968  | 1975  | 1982  | 1990  | 1999  | 2004  | 2006  | 2009  |
| ----- | ----- | ----- | ----- | ----- | ----- | ----- | ----- | ----- |
| 2 385 | 2 481 | 2 545 | 2 604 | 2 651 | 2 692 | 2 779 | 2 799 | 2 828 |

| 2014  | 2019  | 2022  | - | - | - | - | - | - |
| ----- | ----- | ----- | - | - | - | - | - | - |
| 2 874 | 2 835 | 2 839 | - | - | - | - | - | - |

## Économie

### Revenus
En 2018, la commune compte 1 237 ménages fiscaux, regroupant 2 837 personnes. La médiane du revenu disponible par unité de consommation est de 20 070 € (20 140 € dans le département). 43 % des ménages fiscaux sont imposés (42,6 % dans le département).

### Emploi
|                | 2008  | 2013   | 2018   |
| -------------- | ----- | ------ | ------ |
| Commune        | 7 %   | 10,3 % | 7,8 %  |
| Département    | 8,4 % | 10,2 % | 10,3 % |
| France entière | 8,3 % | 10 %   | 10 %   |

En 2018, la population âgée de 15 à 64 ans s'élève à 1 684 personnes, parmi lesquelles on compte 75,8 % d'actifs (68 % ayant un emploi et 7,8 % de chômeurs) et 24,2 % d'inactifs,. Depuis 2008, le taux de chômage communal (au sens du recensement) des 15-64 ans est inférieur à celui de la France et du département.
La commune fait partie de la couronne de l'aire d'attraction de Montauban, du fait qu'au moins 15 % des actifs travaillent dans le pôle,. Elle compte 848 emplois en 2018, contre 1 053 en 2013 et 1 100 en 2008. Le nombre d'actifs ayant un emploi résidant dans la commune est de 1 194, soit un indicateur de concentration d'emploi de 71,1 % et un taux d'activité parmi les 15 ans ou plus de 56,5 %.
Sur ces 1 194 actifs de 15 ans ou plus ayant un emploi, 347 travaillent dans la commune, soit 29 % des habitants. Pour se rendre au travail, 87,8 % des habitants utilisent un véhicule personnel ou de fonction à quatre roues, 1,1 % les transports en commun, 4,8 % s'y rendent en deux-roues, à vélo ou à pied et 6,2 % n'ont pas besoin de transport (travail au domicile).

### Activités hors agriculture

#### Secteurs d'activités
225 établissements sont implantés  à Lafrançaise au 31 décembre 2019. Le tableau ci-dessous en détaille le nombre par secteur d'activité et compare les ratios avec ceux du département,.
| Secteur d'activité                                                                                        | Commune | Commune | Département |
| Secteur d'activité                                                                                        | Nombre  | %       | %           |
| --- | ------- | ------- | ----------- |
| Ensemble                                                                                                  | 225     | 100 %   | (100 %)     |
| Industrie manufacturière, industries extractives et autres                                                | 18      | 8 %     | (9,6 %)     |
| Construction                                                                                              | 35      | 15,6 %  | (14,9 %)    |
| Commerce de gros et de détail, transports, hébergement et restauration                                    | 57      | 25,3 %  | (29,7 %)    |
| Information et communication                                                                              | 3       | 1,3 %   | (1,9 %)     |
| Activités financières et d'assurance                                                                      | 10      | 4,4 %   | (3,4 %)     |
| Activités immobilières                                                                                    | 12      | 5,3 %   | (3,3 %)     |
| Activités spécialisées, scientifiques et techniques et activités de services administratifs et de soutien | 28      | 12,4 %  | (14,1 %)    |
| Administration publique, enseignement, santé humaine et action sociale                                    | 39      | 17,3 %  | (13,6 %)    |
| Autres activités de services                                                                              | 23      | 10,2 %  | (9,3 %)     |

Le secteur du commerce de gros et de détail, des transports, de l'hébergement et de la restauration est prépondérant sur la commune puisqu'il représente 25,3 % du nombre total d'établissements de la commune (57 sur les 225 entreprises implantées  à Lafrançaise), contre 29,7 % au niveau départemental.

#### Entreprises et commerces
Les cinq entreprises ayant leur siège social sur le territoire communal qui génèrent le plus de chiffre d'affaires en 2020 sont : 
- Electricite Industrielle J. P. Fauche, travaux d'installation électrique dans tous locaux (143 900 k€)
- Les Jardins De Lafrancaise, commerce de gros (commerce interentreprises) de fruits et légumes (16 468 k€)
- Samiklo, supermarchés (5 651 k€)
- Lafrancaise Automobile, commerce de voitures et de véhicules automobiles légers (822 k€)
- JLJ Petroservices, commerces de détail de charbons et combustibles (705 k€)

### Agriculture
La commune est dans le « Bas-Quercy de Montpezat », une petite région agricole couvrant une bande nord  du département de Tarn-et-Garonne. En 2020, l'orientation technico-économique de l'agriculture  sur la commune est la polyculture et/ou le polyélevage. 
|               | 1988  | 2000  | 2010  | 2020  |
| ------------- | ----- | ----- | ----- | ----- |
| Exploitations | 160   | 109   | 86    | 68    |
| SAU (ha)      | 2 601 | 2 219 | 2 081 | 2 466 |

Le nombre d'exploitations agricoles en activité et ayant leur siège dans la commune est passé de 160 lors du recensement agricole de 1988  à 109 en 2000 puis à 86 en 2010 et enfin à 68 en 2020, soit une baisse de 57 % en 32 ans. Le même mouvement est observé à l'échelle du département qui a perdu pendant cette période 57 % de ses exploitations,. La surface agricole utilisée sur la commune a également diminué, passant de 2 601 ha en 1988 à 2 466 ha en 2020. Parallèlement la surface agricole utilisée moyenne par exploitation a augmenté, passant de 16 à 36 ha.

## Culture locale et patrimoine

### Lieux et monuments
Son passé historique lui a légué un patrimoine exceptionnel :

#### Patrimoine religieux

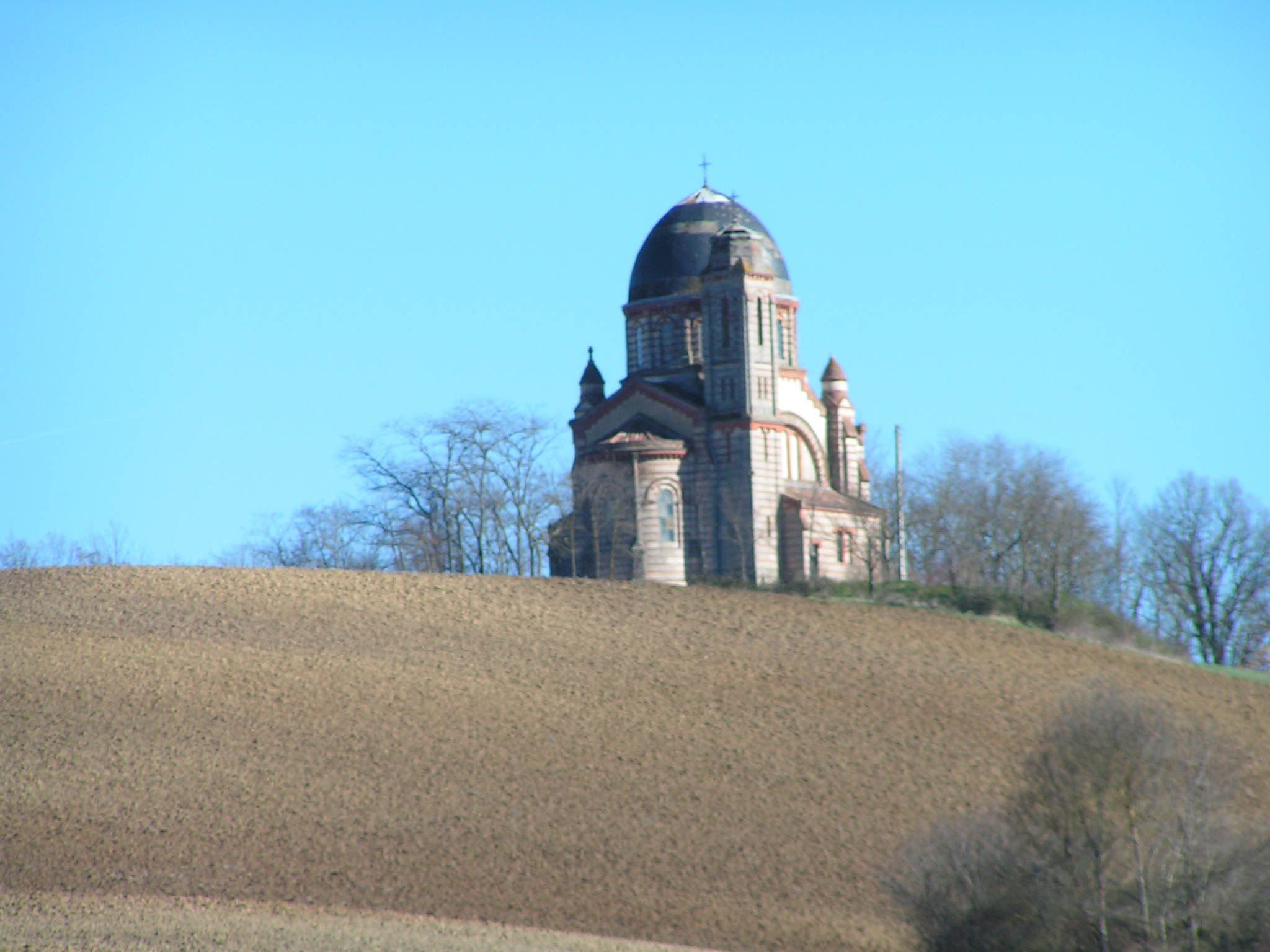
Notre-Dame de Lapeyrouse.

- l'église Notre-Dame de Lapeyrouse. L'édifice a été inscrit au titre des monuments historiques en 1992[56]. Une statue de la Vierge à l'Enfant est référencé dans la base Palissy[56].
- l'église Saint-Georges de Lafrançaise ou église Saint-Georges de Rouzet. L'édifice est référencé dans la base Mérimée et à l'Inventaire général Région Occitanie[57]. Plusieurs objets sont référencés dans la base Palissy[57].
- Église Saint-Semin du Rouzet (ou de Francour) du XIVe siècle. Le clocher a été inscrit au titre des monuments historiques en 1958[58].
- Église Saint-Simon de Saint-Simon. L'édifice est référencé dans la base Mérimée et à l'Inventaire général Région Occitanie[59]. Plusieurs objets sont référencés dans la base Palissy[59].
- Église Saint-Maurice de Saint-Maurice. L'édifice est référencé dans la base Mérimée et à l'Inventaire général Région Occitanie[60]. Plusieurs objets sont référencés dans la base Palissy[60].
- Église Saint-Nazaire de Lunel. L'édifice est référencé dans la base Mérimée et à l'Inventaire général Région Occitanie[61]. Plusieurs objets sont référencés dans la base Palissy[61].

#### Patrimoine civil

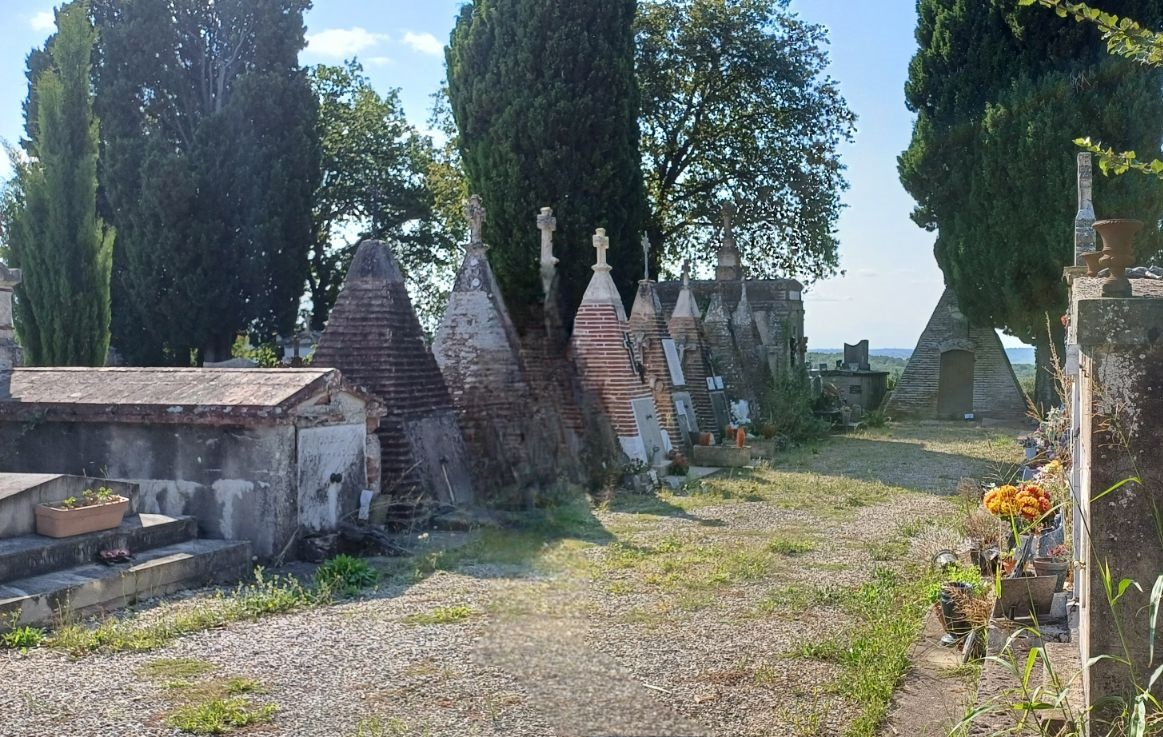
Stèles pyramidales au cimetière

- les caveaux en pyramides à Lafrançaise et Saint-Maurice (XIXe siècle) ;
- le prieuré de Francour (XIIe siècle - XVIIe siècle), inscrit aux monuments historiques ;
- le château des Mothes (fondé au XIIe siècle) ;
- le château de la Baronnie (reconstruit au XIXe siècle).
- les cascades de Pontalaman ;

### Personnalités liées à la commune

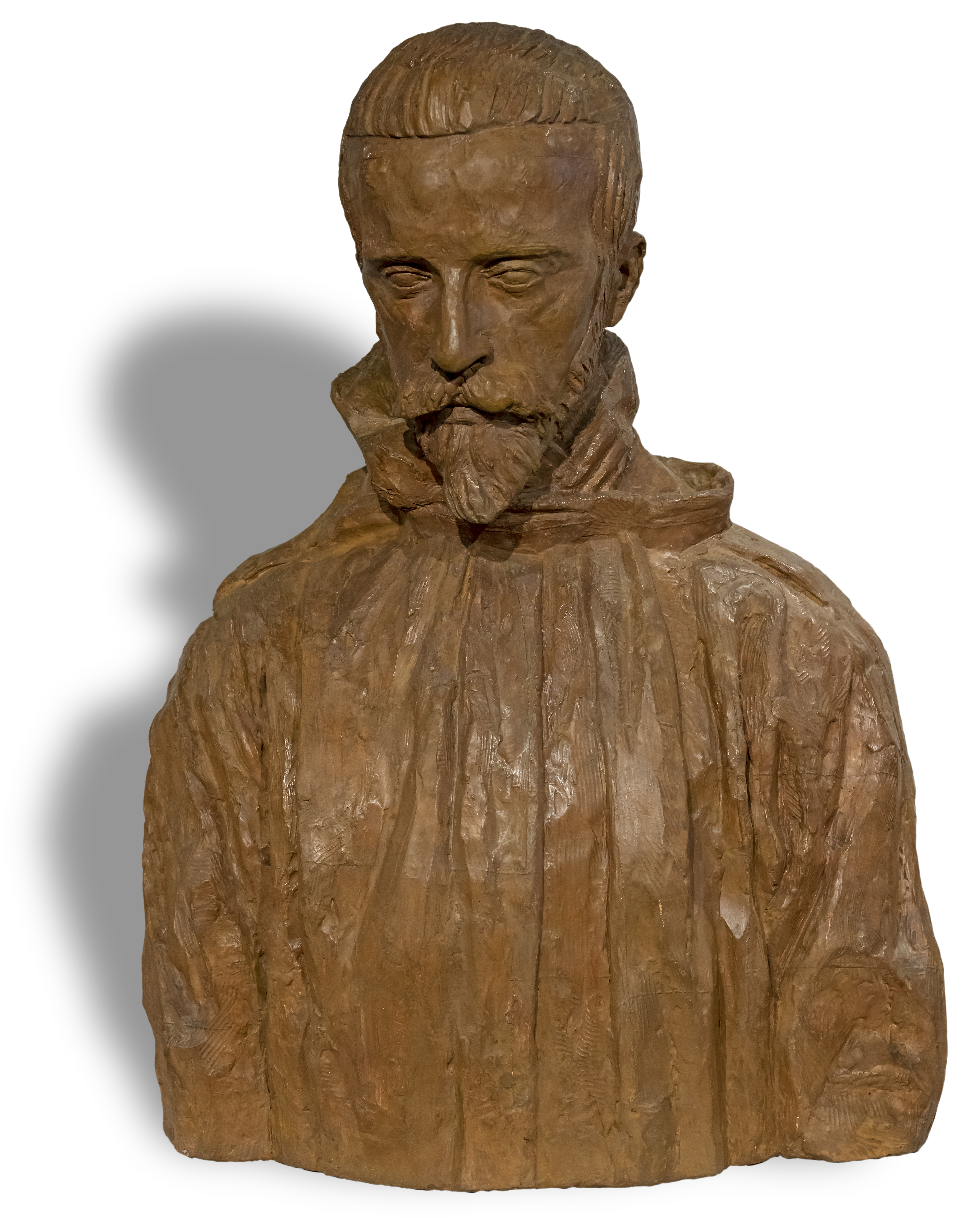
Auguste Quercy par Bourdelle, Musée Ingres-Bourdelle

- Louis Pernon (22 août 1772 à Saint-Maurice - 7 octobre 1843 au Saula). Fils de Joseph Pernon et de Jeanne Lafitan, ce célibataire sans enfant était de confession protestante. Riche propriétaire foncier, philanthrope, homme tolérant et libéral, il donna une grande partie de ses biens aux pauvres.

En effet, il partagea ses biens entre les membres de sa famille, sans distinction de religion, l’hôpital de Montauban et les pauvres de la commune de Lafrançaise. Ses biens immobiliers sont acceptés par le conseil municipal le 10 décembre 1843. La municipalité le désigne alors comme bienfaiteur. Mais son testament est très contesté par ses héritiers directs. Une longue série de procès et de nombreuses intrigues ont dilapidé une grande partie de ses biens. Les pauvres n’ont quasiment pas profité des dons de ce généreux donateur. Cela n’enlève en rien le beau geste de ce bienfaiteur. Il repose aujourd’hui au cimetière de Lafrançaise où une plaque commémorative rappelle son geste désintéressé. Enfin, une rue porte toujours son nom.
- Jean-Bernard Mary-Lafon (1810-1884), homme de lettres français, historien, linguiste et auteur dramatique, né à Lafrançaise.
- Léon Cladel (1834-1892), romancier et nouvelliste. Son père, bourrelier, habitait Lafrançaise.
- Auguste Quercy, félibre et poète occitan, a soutenu Antoine Bourdelle pour l'érection de monument aux morts de Montauban. Bourdelle a sculpté deux bustes de l'écrivain.
- Antonin Ver (1904-1997), député du Tarn-et-Garonne (1962-1978) a été maire de la commune de 1957 à 1971.
- Jean-Louis Zanon (1960), footballeur. Il commença à jouer dans le club de Lafrançaise.
- Le statuaire Georges Delpérier est inhumé à Lafrançaise, où avait vécu son père, le vétérinaire Jean Baptiste Delpérier.
- Le rugbyman français Florian Verhaeghe y passe son enfance.

### Héraldique
| Blason de Lafrançaise | Blason  | De gueules à une croix de Toulouse d'or accompagnée de quatre fleurs de lys du même, 2 en chef, 2 en pointe. |
| Blason de Lafrançaise | Détails | Le statut officiel du blason reste à déterminer.                                                             |
| Blason de Lafrançaise | Alias   | De gueules à un pal d'argent chargé en cœur d'une rose du champ Blason de 1696                               |

## Pour approfondir